# لوتار دي ميزير
لوتار دي ميزير (بالألمانية: Lothar de Maizière )‏ (و. 1940  م) هو سياسي، ومحامي من ألمانيا، وألمانيا الشرقية، ولد في نوردهاوزن، هو عضوٌ في الاتحاد الديمقراطي المسيحي.

## مناصب
تولى منصب وزير الشؤون الخارجية ‏ (20 أغسطس 1990–2 أكتوبر 1990)، ورئيس وزراء ألمانيا الشرقية ‏ (12 أبريل 1990–2 أكتوبر 1990)، وعضو في مجلس الشعب ‏، وعضو في البوندستاغ الألماني.

## التعليم
تعلم في Hochschule für Musik Hanns Eisler Berlin ‏، وجامعة هومبولت في برلين.

## جوائز
حصل على جوائز منها:
- وسام الصداقة الروسي.

## روابط خارجية
- لوتار دي ميزير على موقع الموسوعة البريطانية (الإنجليزية)
- لوتار دي ميزير على موقع مونزينجر (الألمانية)